# Толузаковка
Толузаковка — деревня в Пензенском районе Пензенской области России. Входит в состав Саловского сельсовета.
В Толузаковке находится недействующая (в разрушенном состоянии) кирпичная Никольская церковь 1859 года постройки.

## География
Деревня находится в центральной части Пензенской области, в пределах Приволжской возвышенности, в лесостепной зоне. Абсолютная высота — 153 метра над уровнем моря.
Расположена на правом берегу реки Пензы, при впадении в неё реки Вязовки. Находится на расстоянии примерно 31 километра (по прямой) к северо-западу от села Кондоль, административного центра района. 

### Климат
Климат характеризуется как умеренно континентальный, с умеренно холодной продолжительной зимой и относительно тёплым летом. Средняя температура воздуха самого тёплого месяца (июля) — 18,8 °C (абсолютный максимум — 40 °C); самого холодного (января) — −13 — −12 °C (абсолютный минимум — −47 °C). Безморозный период длится от 117 до 133 дней. Среднегодовое количество атмосферных осадков варьируется от 467 до 604 мм, из которых большая часть выпадает в тёплый период.

### Часовой пояс
Деревня Толузаковка, как и вся Пензенская область, находится в часовой зоне МСК (московское время). Смещение применяемого времени относительно UTC составляет +3:00.

## Население
| 2010 |
| ---- |
| 53   |

### Национальный состав
Согласно результатам переписи 2002 года, в национальной структуре населения русские составляли 100 % из 39 чел.